# Игровое заблуждение
Игровое заблуждение (англ. Ludic fallacy) — когнитивное искажение, которое выражается как злоупотребление играми и моделями для моделирования реальных ситуаций. Термин введен американским экономистом ливанского происхождения Нассимом Талебом в изданной в 2007 году книге «Чёрный лебедь. Под знаком непредсказуемости». Название ошибки происходит от латинского слова ludus — «игра».

## Описание ошибки
Описывая ошибку в книге, Талеб рассказывает историю о двух вымышленных персонажах: успешном дельце Жирном Тони, обладающим редкой способностью «найти лоха» и представителе академических кругов Докторе Джоне. Второго автор уничижительно называет «ботаником» (nerd). Талеб задаёт им вопрос: «Если я подбросил монету идеальной формы 99 раз, и каждый раз выпадал орёл, какова вероятность, что на сотый раз выпадет решка?» Доктор Джон отвечает, что вероятность будет 50/50. Жирный Тони же говорит, что не больше 1 %, так как монета идеальной формы просто не может упасть одной стороной вверх 99 раз подряд.
По мнению Нассима Талеба, Доктор Джон допустил игровую ошибку, перенеся идеальную математическую модель в реальную жизнь. «Ботаники», по его словам, объясняют неудачи в применении математических методов к общественной сфере именно сосредоточенностью на конкретной игре и подчинением её законам. Модель, мол, была верная, она работала хорошо, но игра оказалась не той, какой представлялась. Автор считает, что положения теории игр и гауссова распределения работают только в отдельных «стерильных» случаях, таких, как казино, где риски действительно можно просчитать.
Однако, как убеждается Талеб, даже в казино невозможно полностью полагаться на привычное моделирование. Несмотря на то, что казино тщательно планируют свои риски, разделяя игровые столы и внимательно присматривая за самыми богатыми клиентами, основные денежные потери происходят по непредсказуемым причинам: он приводит в пример нападение тигра на артиста главного шоу, привлекавшего сотни людей, закладку динамита подрядчиком в фундамент здания и необъяснимое поведение одного из сотрудников игорного заведения, не отправлявшего необходимые документы в налоговую службу, что едва не привело к отзыву лицензии. Талеб приходит к выводу, что казино потратило огромные деньги на построение на разработку теории игр и высокотехнологичные системы контроля, а главные потери понесло на том, что в их модели не укладывалось. То есть изучение вероятности и неопределенности на примере азартных игр — абсурд, даже применительно к устройству игорного бизнеса.

## Связь с концепцией Среднестана и Крайнестана
В «Чёрном лебеде» Талеб описывает две различные и исключающие друг друга системы: Среднестан и Крайнестан. В первой математические модели и нормальное распределение будут работать, так как даже самое большое отклонение от нормы в единичных случаях не будет принципиально влиять на среднее арифметическое (к примеру, если измерить вес тысячи людей и вывести среднее арифметическое, то даже если один из измеряемых будет самым тяжёлым человеком на Земле, он не сильно повлияет на результат). В Крайнестане же моделирование бессмысленно — если измерить доход тысячи человек, один из которых окажется Биллом Гейтсом, среднее арифметическое не будет адекватно отображать ситуацию. Для более полного понимания концепции Талеб составил сравнительную таблицу:
| Среднестан                                                                               | Крайнестан |
| Немасштабируемость                                                                       | Масштабируемость |
| Рядовая случайность                                                                      | Из ряда вон выходящая (иногда далеко выходящая) случайность                                                                             |
| Самый типичный представитель — середняк                                                  | Самый «типичный» представитель гигант или карлик, то есть типичных нет вообще                                                           |
| Победителям достается небольшой кусок общего пирога                                      | Победитель получает почти всё |
| Пример: аудитория оперного певца до изобретения граммофона                               | Сегодняшняя аудитория артиста |
| Чаще встречается в жизни наших предков                                                   | Чаще встречается в современности |
| Угроза Чёрного лебедя невелика                                                           | Угроза Чёрного лебедя очень значительна                                                                                                 |
| Строгая подчинённость законам тяготения                                                  | Физические пределы отсутствуют |
| В центре (как правило) — физические величины, например рост                              | В центре — числа, скажем доходы |
| Близость к утопическому равенству (насколько позволяет реальность)                       | Крайняя степень неравенства |
| Итог не зависит от единичного случая или наблюдения                                      | Итог определяется ничтожным числом экстремальных событий                                                                                |
| Наблюдение на протяжении ограниченного отрезка времени даёт представление о происходящем | Необходимо долгое время, чтобы понять, что происходит                                                                                   |
| Тирания коллективного                                                                    | Тирания случайного |
| Исходя из видимого, легко предсказать невидимое                                          | Трудно делать предсказания на основании уже имеющейся информации                                                                        |
| История ползёт                                                                           | История совершает скачки |
| События распределяются по гауссовой кривой и её вариантам                                | Распределение осуществляют либо мандельбротовские «Серые» лебеди (научно контролируемые), либо абсолютно неконтролируемые Чёрные лебеди |

В приложении к этой концепции, игровое заблуждение — использование среднестанских моделей для Крайнестана, то есть для всех областей с высокой степенью неопределенности, например, финансовых рынков. Нассим Талеб обрушивается с критикой на всех финансовых аналитиков, делающих прогнозы, обвиняя их в совершении игровой ошибки и шарлатанстве.

## Прочие примеры
Известный инвестор Марк Спицнагель, автор книги «Дао капитала», описал «солдатскую» разновидность игровой ошибки: военные, лучше всех выступающие на соревнованиях по спортивной борьбе, чаще всего оказываются хуже своих сослуживцев в реальных сражениях. Дело в том, что они учатся концентрироваться только на приёмах, соответствующих правилам борьбы, и могут просто не среагировать на «запрещённые» уловки — удар ниже пояса или тычок ножом.

## Критика
Эндрю Гельман, профессор статистики из Гарварда, в дискуссии с Талебом заявил, что моделирование ситуаций с помощью монет и игровых костей хоть и не отражает реальную неопределенность, однако служит для стандартизации случайных событий. Он уподобил это эталону метра во Французской палате мер и весов, мало напоминающему реальные объекты.
Эли Аяш (Elie Ayache), автор книги «Пустой лебедь. Конец Вероятности» (The Blank Swan: The End of Probability), критикующей всю концепцию «чёрных лебедей» в материале в журнале «Willmott Magazine» обвиняет Талеба в том, что при объяснении игрового заблуждения в примере с казино он резко меняет контекст. Все случаи, повлекшие наибольшие финансовые потери для казино, напрямую не связаны с игорным бизнесом, поэтому и предугадать их было невозможно.
Элиезер Юдковски в своём блоге о рациональном мышлении Lesswrong не критикует концепцию в целом, однако пишет, что Талеб сам совершает игровую ошибку, советуя вкладываться в "абсолютно надёжные" краткосрочные казначейские векселя США, забывая о том, что государство тоже может неожиданно развалиться, и что даже "самые безопасные" денежные вложения не являются на 100 % безопасными.

## Упоминания в медиа
Сетевое издание Redstate обвиняет в игровом заблуждении американских климатологов, которые якобы игнорируют реальные данные со спутников и метеозондов, и продолжают придерживаться гипотезы о глобальном потеплении, хотя их прогнозы за несколько последних лет были пессимистичнее, чем реальные климатические показатели за те же годы.

## Прочее
Игровое заблуждение не стоит путать с ошибкой игрока (англ. gambler’s fallacy) — непонимание того, что вероятность желаемого результата не зависит от прошлых результатов случайного события, при котором кажется, что если 9 раз выпала решка, то в следующий раз непременно должен выпасть орёл.